# Miconia ibarrae
Miconia ibarrae är en tvåhjärtbladig växtart som beskrevs av Frank Almeda. Miconia ibarrae ingår i släktet Miconia och familjen Melastomataceae. Inga underarter finns listade i Catalogue of Life.